# Consolida coelesyriaca
Consolida coelesyriaca là một loài thực vật có hoa trong họ Mao lương. Loài này được Mouterde mô tả khoa học đầu tiên năm 1970.